# Qatar Radio
Qatar radio é uma rádio difusora no Qatar.

## Festival Eurovisão da Canção
Actualmente, o Qatar não está em condições de participar no Festival Eurovisão da Canção, pois nenhuma das suas televisões é membrã da EBU. No entanto, a Qatar Radio demonstrou interesse em participar no festival já em 2011, sendo já um membro associado da união europeia de radiodifusão.

### Razões para a Adesão ao Concurso
A Qatar Radio, é apenas membro associado da EBU, mas planeia tornar-se membro activo num futuro próximo. Como tal ficará apto a entrar no Festival Eurovisão da Canção. A estação constatou que planeia aderir ao festival já em 2011.
O Qatar ficou ligado à Eurovisão no Festival Eurovisão da Canção 2009, edição em que mandou pela primeira vez uma delegação para o local anfitrião do espetáculo, e transmitindo o concurso no país. Também todas as semanas vai para o ar um programa chamado '12pointsqatar', sobre a Eurovisão, que teve uma boa resposta do país.
A televisão do Qatar afirma ainda que se sentiriam bastante felizes caso entrassem no festival, e pensão que não haveiram problemas caso isso ocorresse (referindo-se especialmente a Israel).
A adesão da estação pode ser antecipada, e a participação do país pela primeira vez pode dar-se logo no Festival Eurovisão da Canção 2010.